# Obština Sevlievo
Obština Sevlievo (bulharsky Община Севлиево) je bulharská jednotka územní samosprávy v Gabrovské oblasti. Leží ve středním Bulharsku na severních svazích Staré planiny a v Předbalkánu. Správním střediskem je město Sevlievo, kromě něj zahrnuje obština 45 vesnic. Žije zde  stálých obyvatel.

## Sídla
| - Agatovo - Batoševo - Berievo - Boazăt - Bogatovo - Burja - Damjanovo - Debelcovo - Dismanica - Dobromirka - Duševo - Duševski Kolibi - Enev Răt - Gorna Rosica - Gradište - Gradnica | - Chirevo - Idilevo - Karamičevci - Kastel - Korijata - Kormjansko - Kramolin - Kruševo - Krăvenik - Kupen - Lovnidol - Malki Văršec - Mladen - Mlečevo - Petko Slavejkov | - Popska - Rjachovcite - Selište - Sennik - Sevlievo (sídlo správy) - Stokite - Stolăt - Šopite - Šumata - Tabaška - Tărchovo - Tumbalovo - Ugorelec - Valevci - Vojniška |

## Sousední obštiny
| Růžice kompasu | Loveč   | Letnica Suchindol | Veliko Tărnovo | Růžice kompasu |
| Růžice kompasu | Trojan  | Sever             | Drjanovo       | Růžice kompasu |
| Růžice kompasu | Trojan  | Obština Sevlievo  | Drjanovo       | Růžice kompasu |
| Růžice kompasu | Trojan  | Jih               | Drjanovo       | Růžice kompasu |
| Růžice kompasu | Aprilci | Pavel Baňa        | Gabrovo        | Růžice kompasu |

## Obyvatelstvo
V obštině žije 36 633 obyvatel a je zde trvale hlášeno 37 316 obyvatel. Podle sčítání 7. září 2021 bylo národnostní složení následující:
- Bulhaři: 23 951 (83.9 %)
- Turci: 3 987 (14.0 %)
- Romové: 364 (1.3 %)
- ostatní: 250 (0.9 %)

V období 2011 až 2021 v obštině ubylo 6 319 obyvatel.